# 樟本神社 (八尾市)
樟本神社（くすもとじんじゃ）は、大阪府八尾市にある神社。延喜式神名帳に「樟本神社 三座 鍬靱 河内国志紀郡鎮座」と記される式内社であり、現在の八尾市木の本（旧丹北郡）、北木の本、南木の本（旧志紀郡）の3箇所に鎮座している。

## 概要
創建の年代は不詳であるが、古墳時代以前に遡ると考えられる。祭神は、古来は木霊とされるが、のち、布都大神、饒速日命。 当地が物部氏の旧領地であり、用明天皇の時代に物部守屋が守護神として崇めていた神々を持ち込んだと考えられる。 
最初は木本村に三座あったが、北木本が分村し、さらに南木本が分村してそれぞれに一座ずつ分けられた。

### 木の本

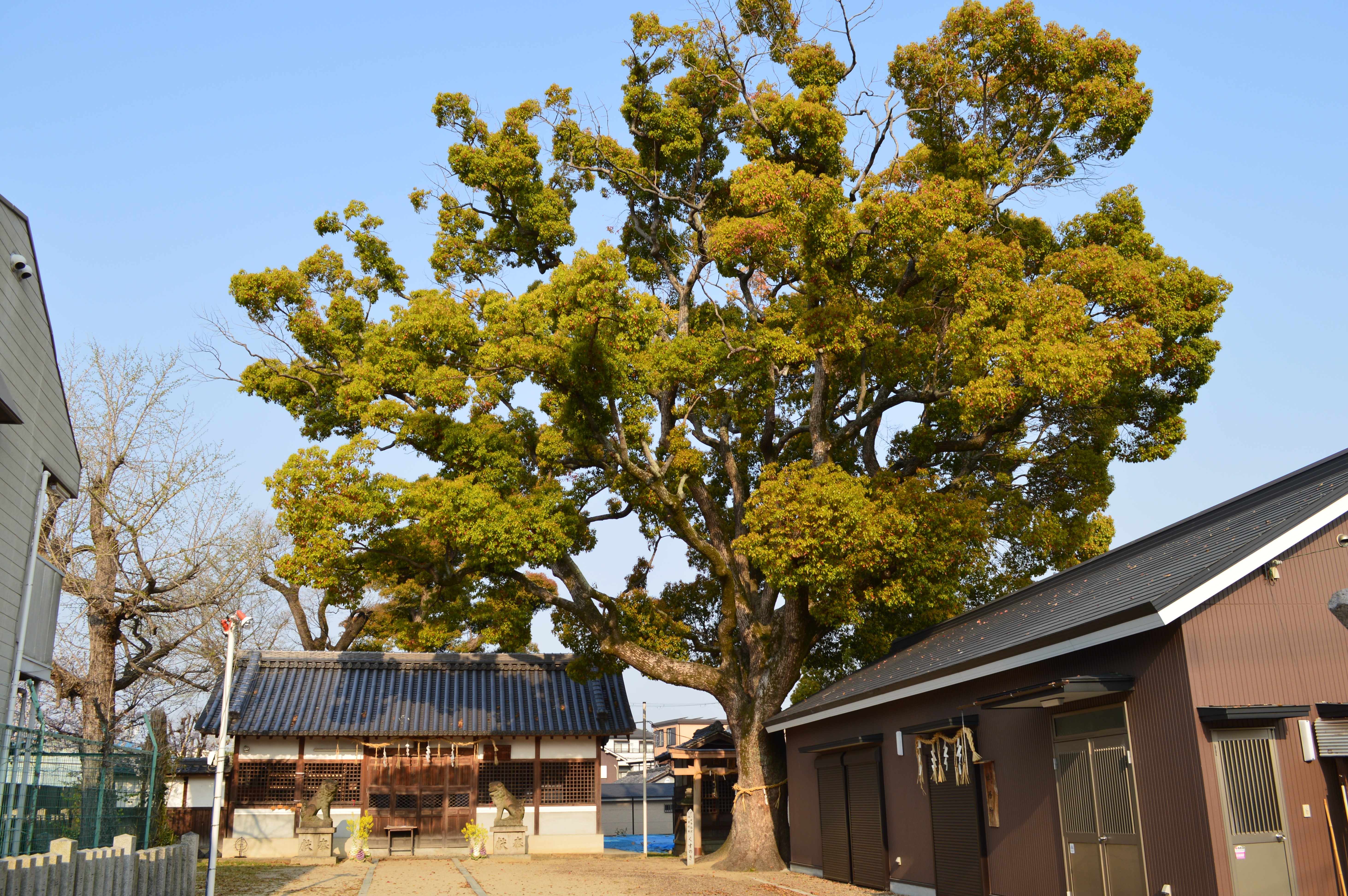
樟本神社（木の本）境内

木の本一丁目の旧木本集落内に鎮座する。南木の本の樟本神社からひとつ南の辻を西へ辻二つ分進んだところにある。

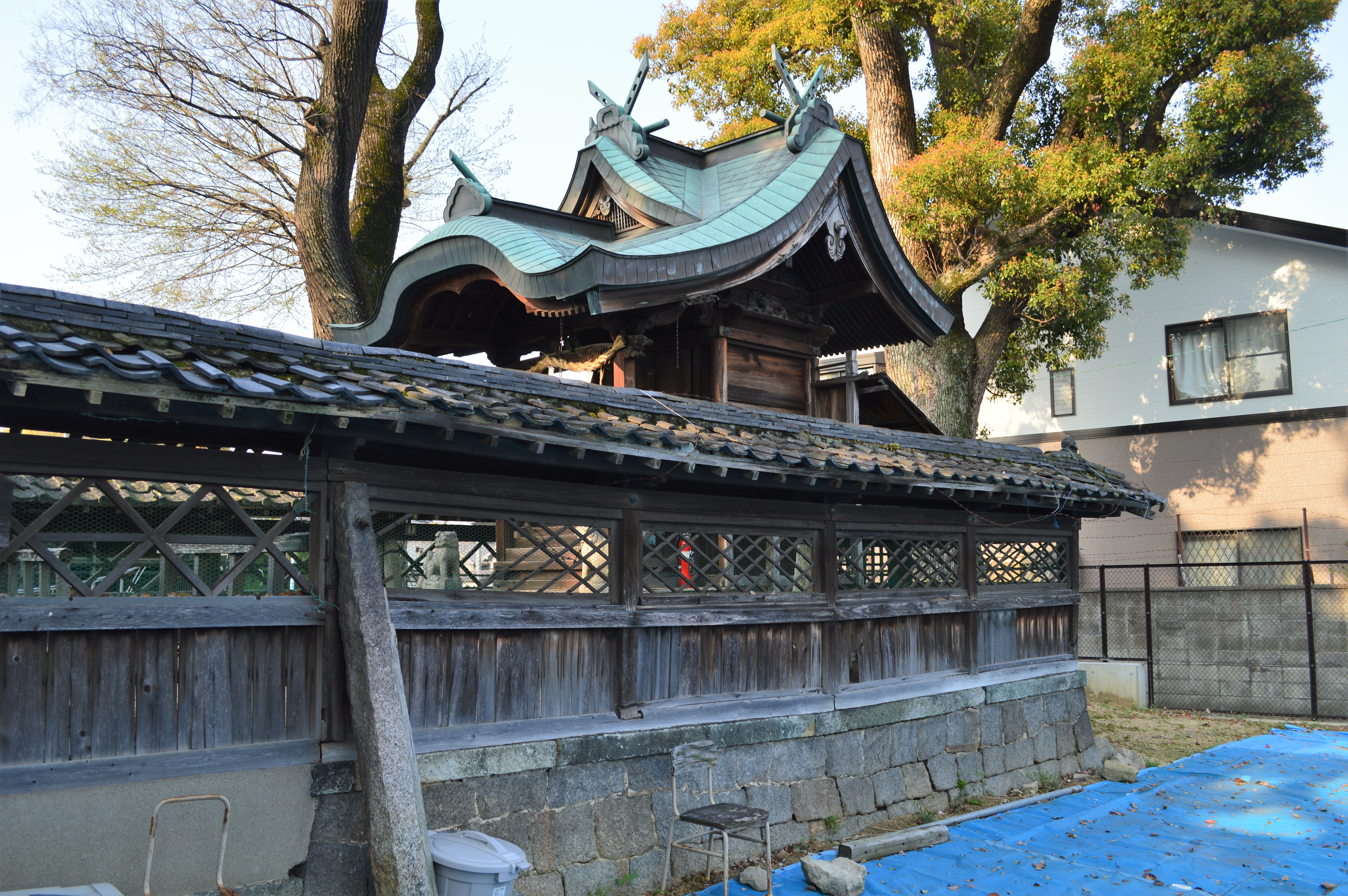
本殿
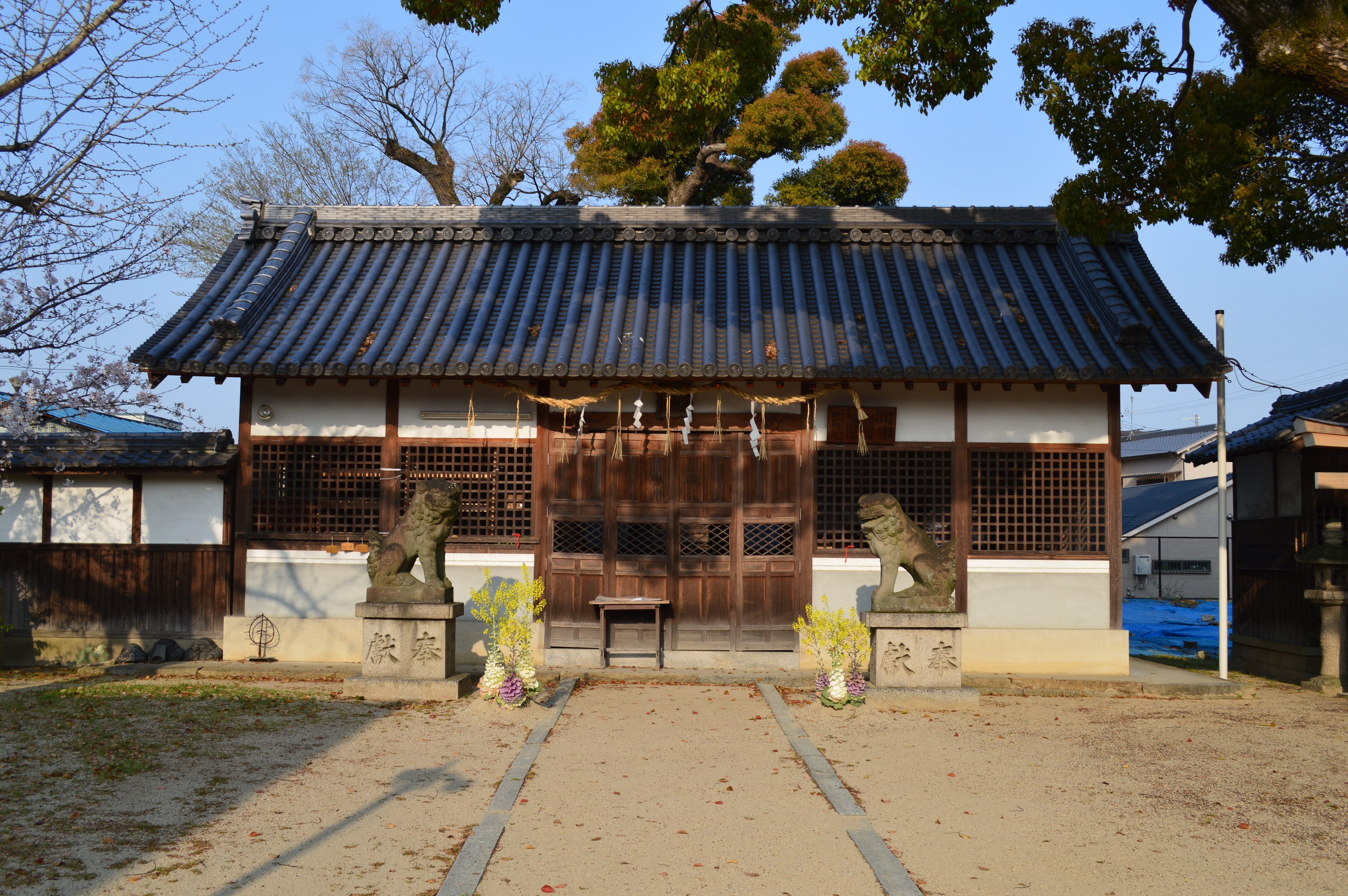
拝殿
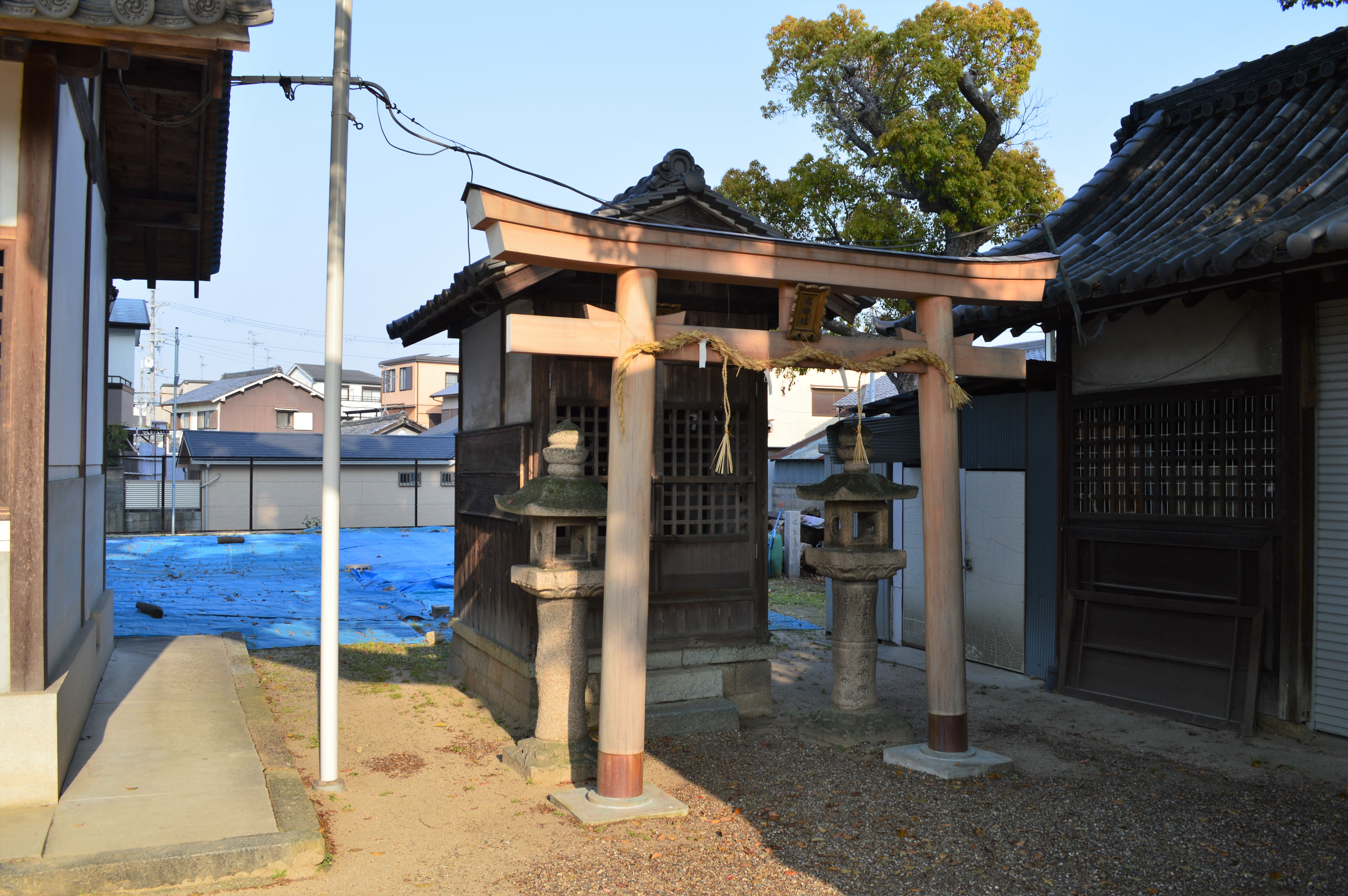
境内社
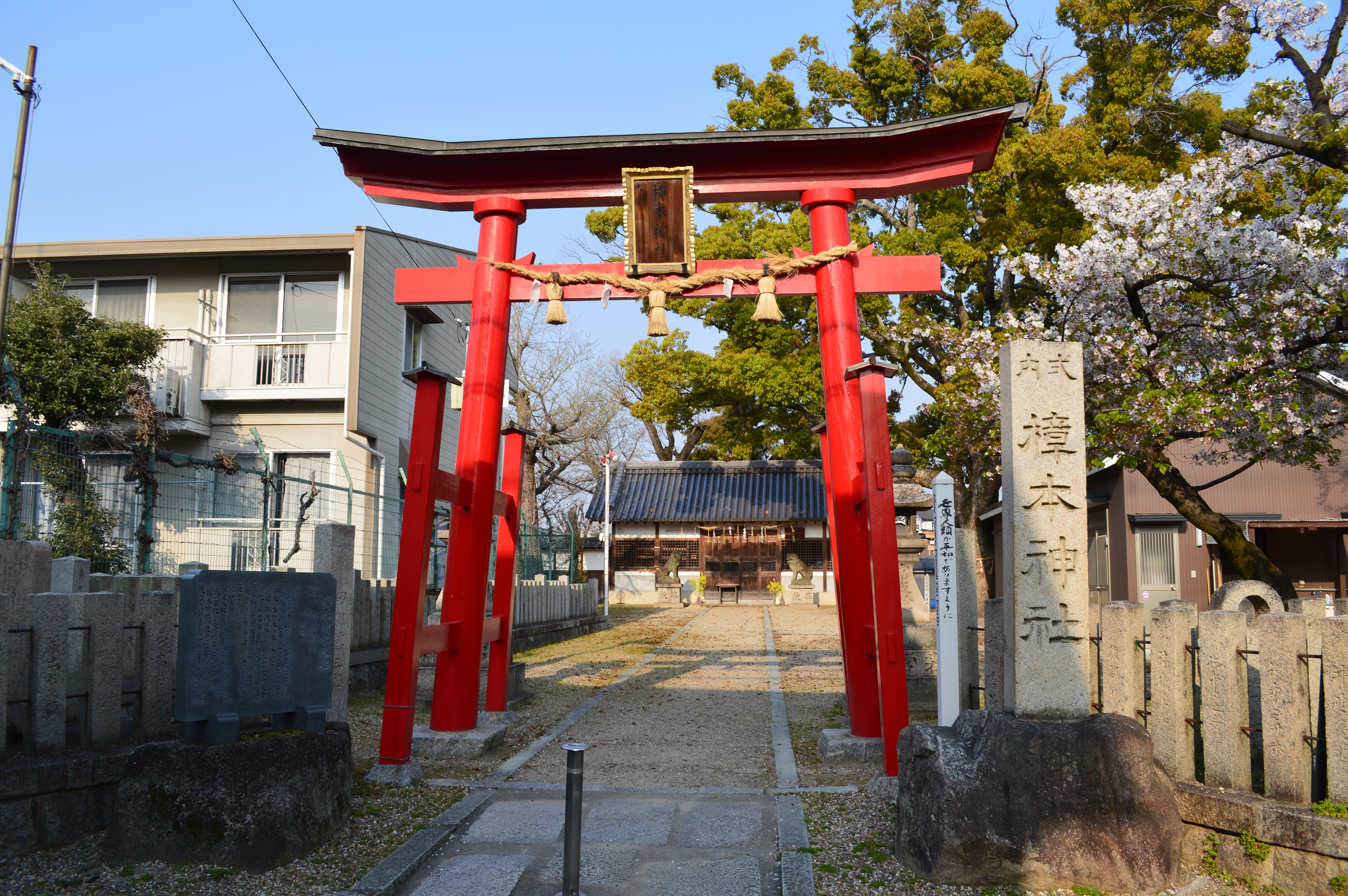
鳥居

### 北木の本

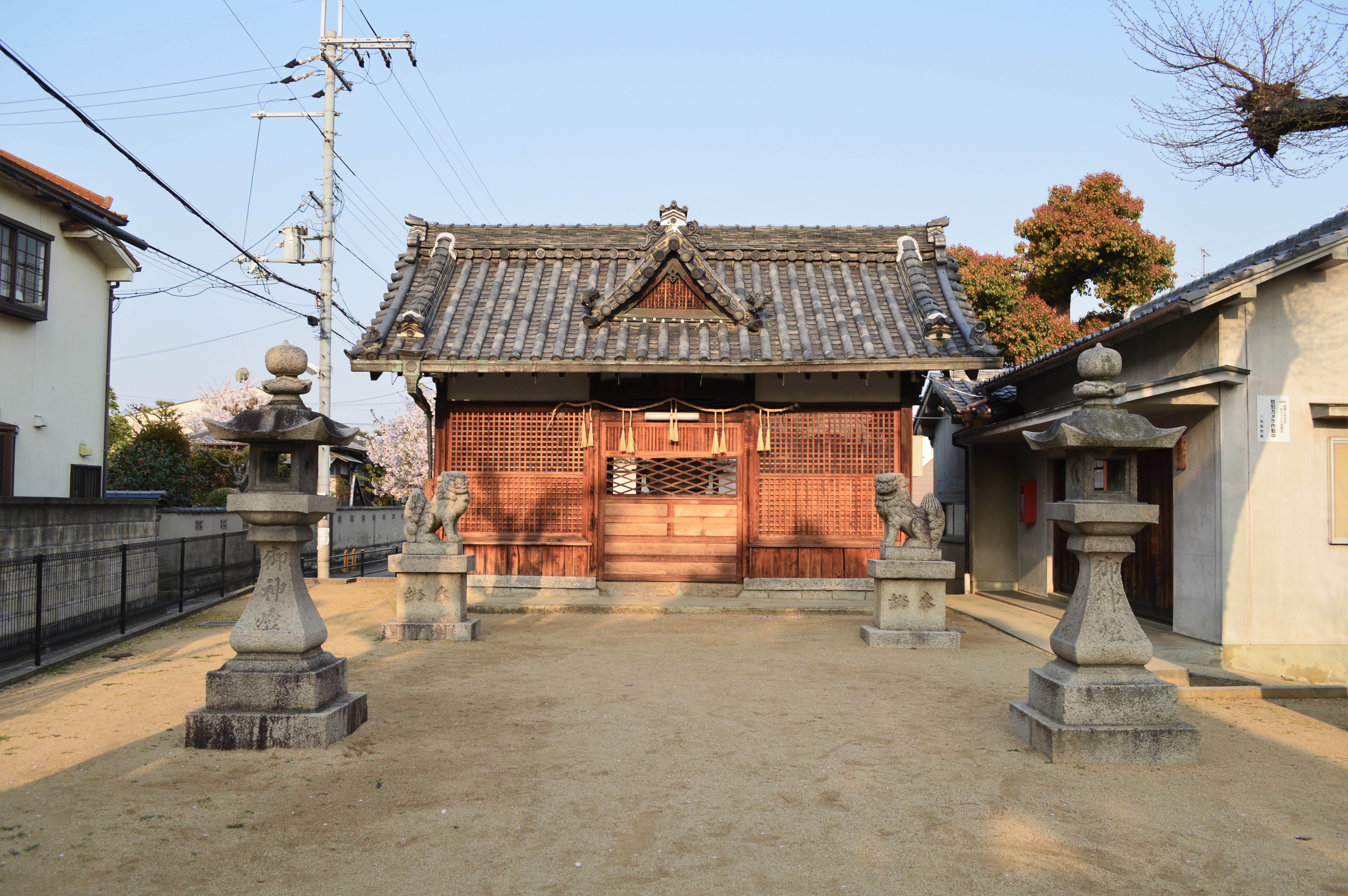
樟本神社（北木の本）拝殿

旧大阪中央環状線（旧八尾藤井寺線）沿い西側に位置する。境内に物部守屋の首を洗ったと伝わる直径約3mの池がある。境内中央に児童公園があり、奥に小さな社殿がある。三社のうちでは最も規模が小さい。

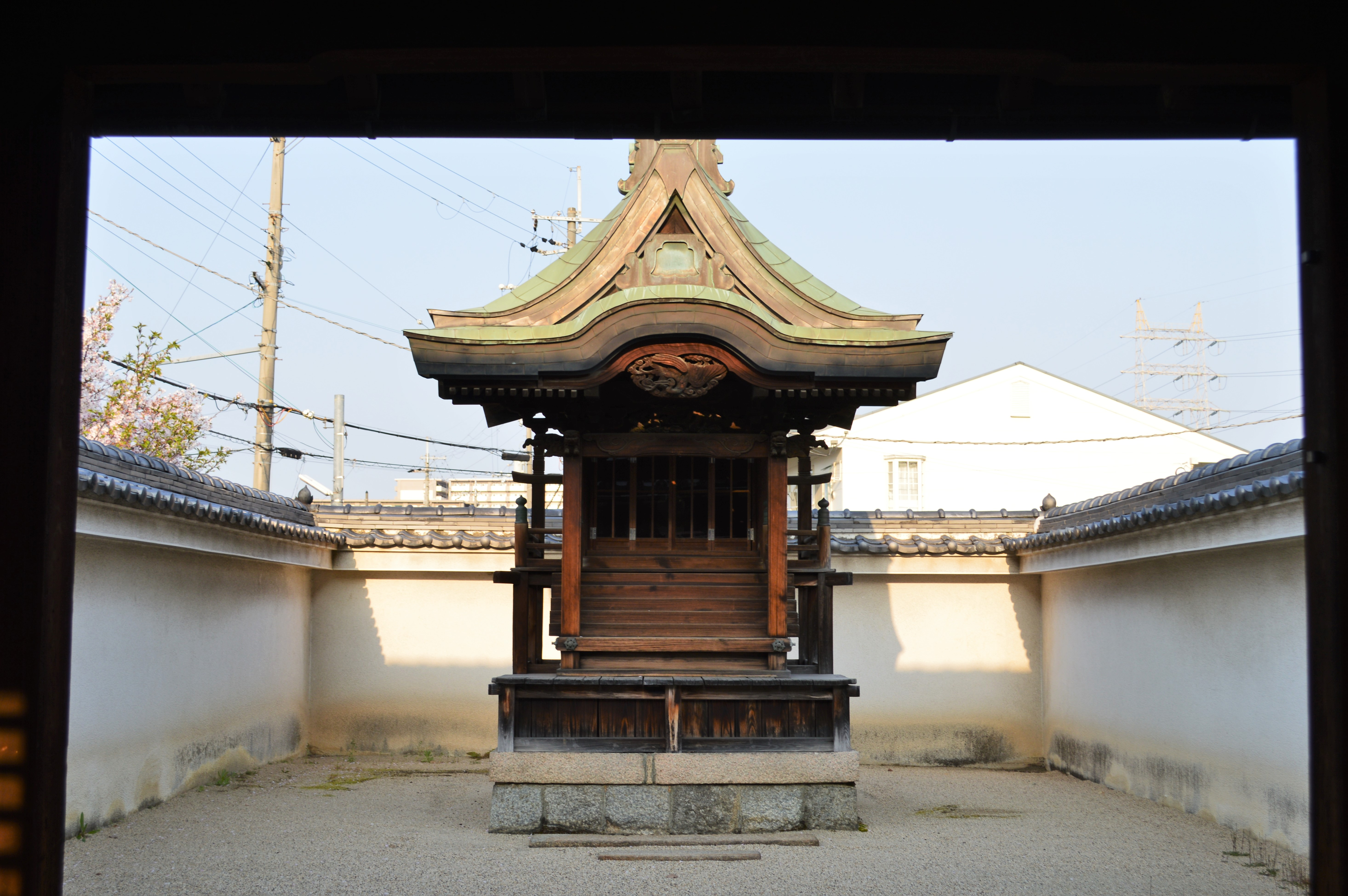
本殿
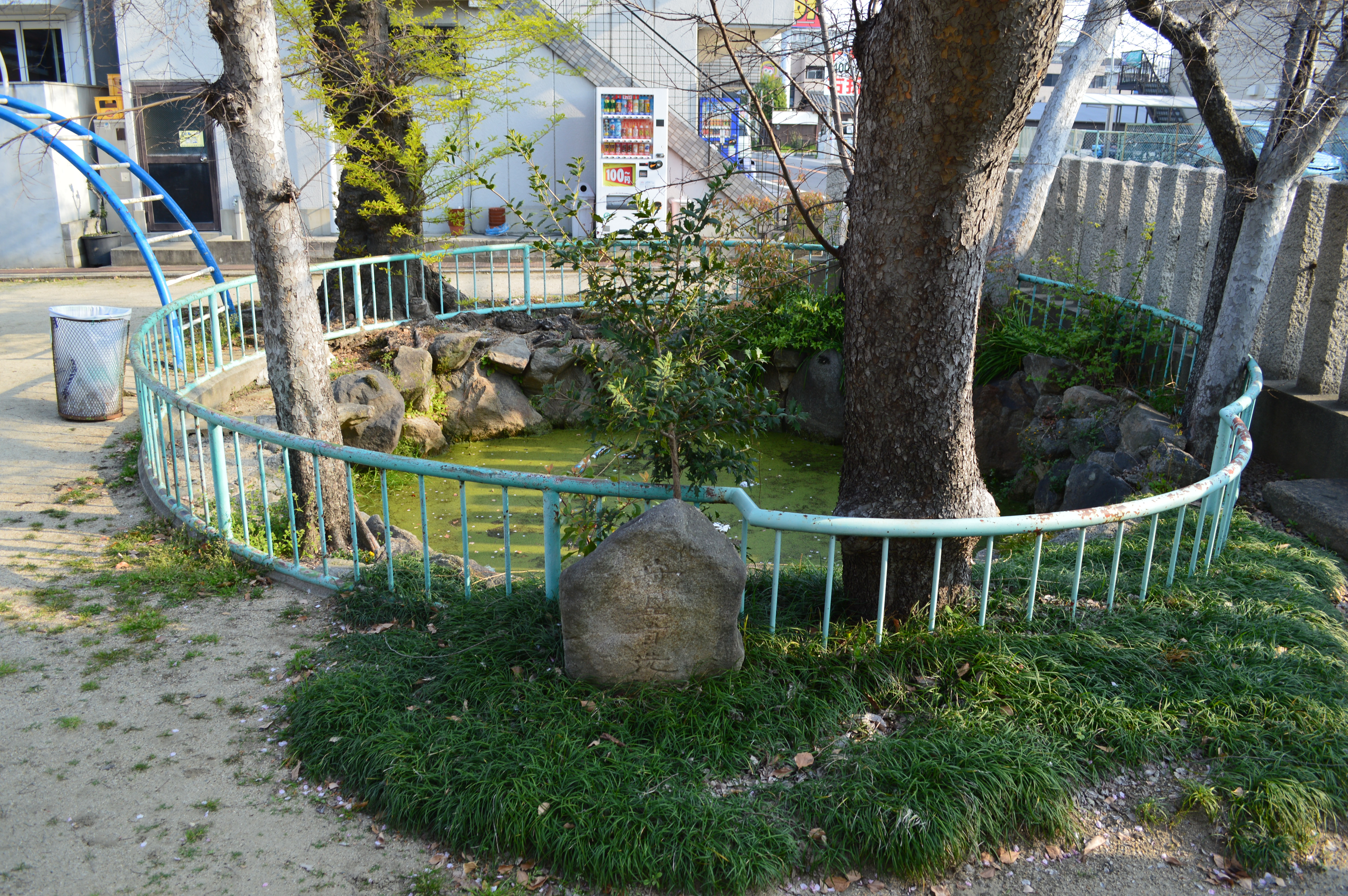
伝守屋首洗池
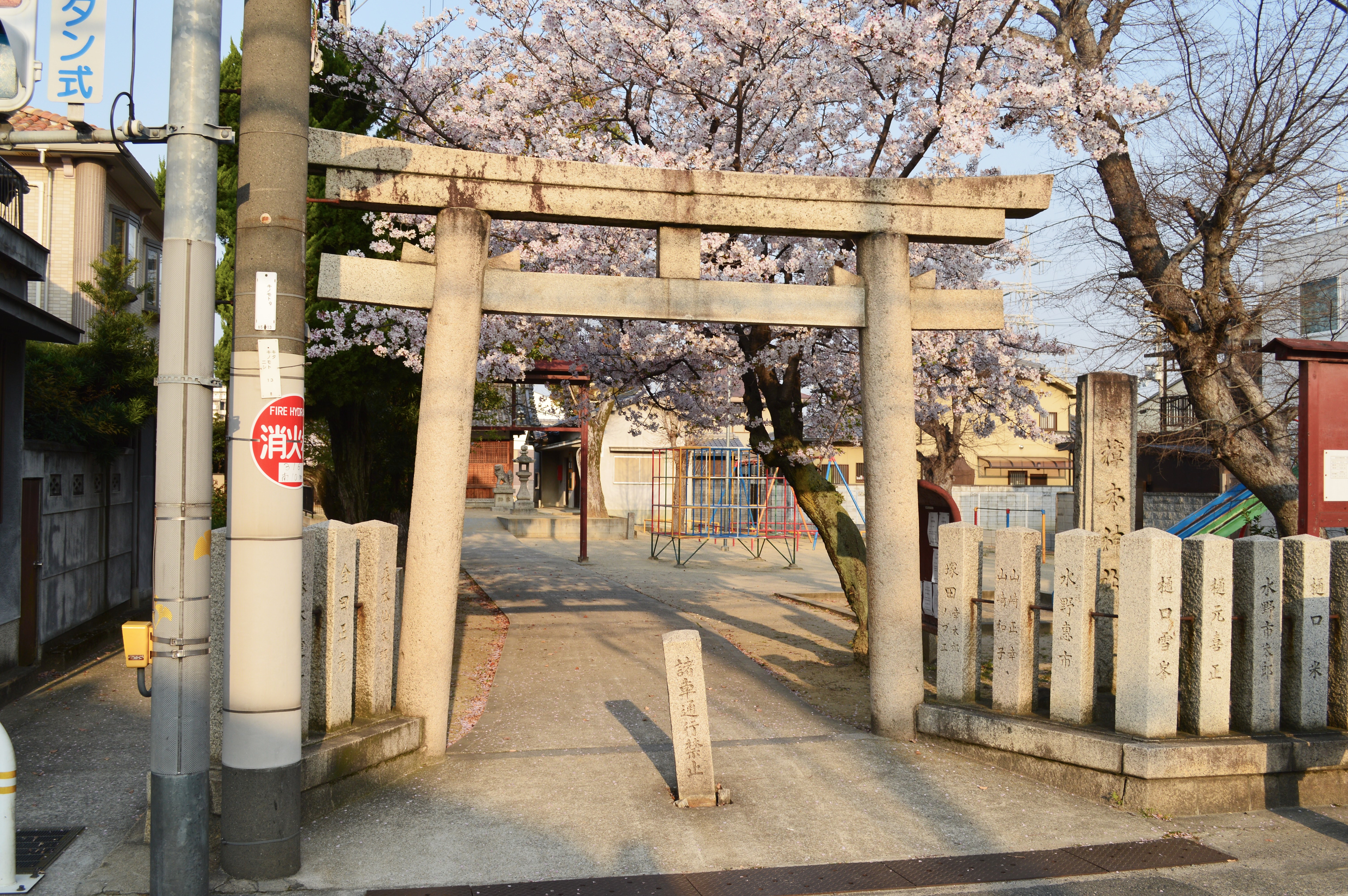
鳥居

### 南木の本

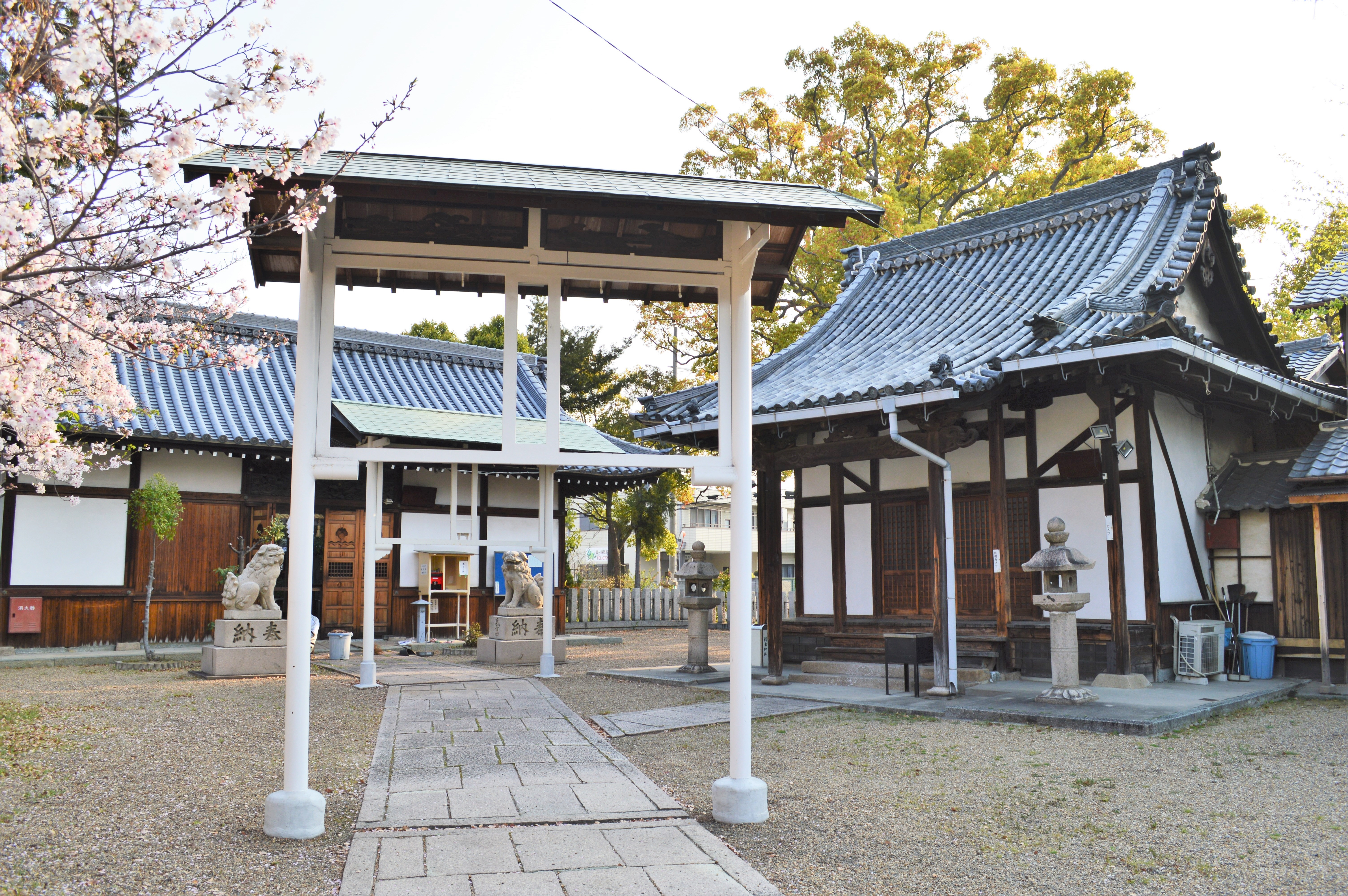
樟本神社（南木の本）境内

旧大阪中央環状線 木の本交差点から少し南の市道（旧八尾藤井寺線）沿い西側に位置する。境内北側に社殿がある。境内南側に黄檗宗の仏教寺院である日羅寺があり、本尊は薬師如来像。敏達天皇が百済から呼び戻した日羅にここの土地を与え、日羅はこの地に寺を建立し、薬師如来像を安置したと伝えられる。

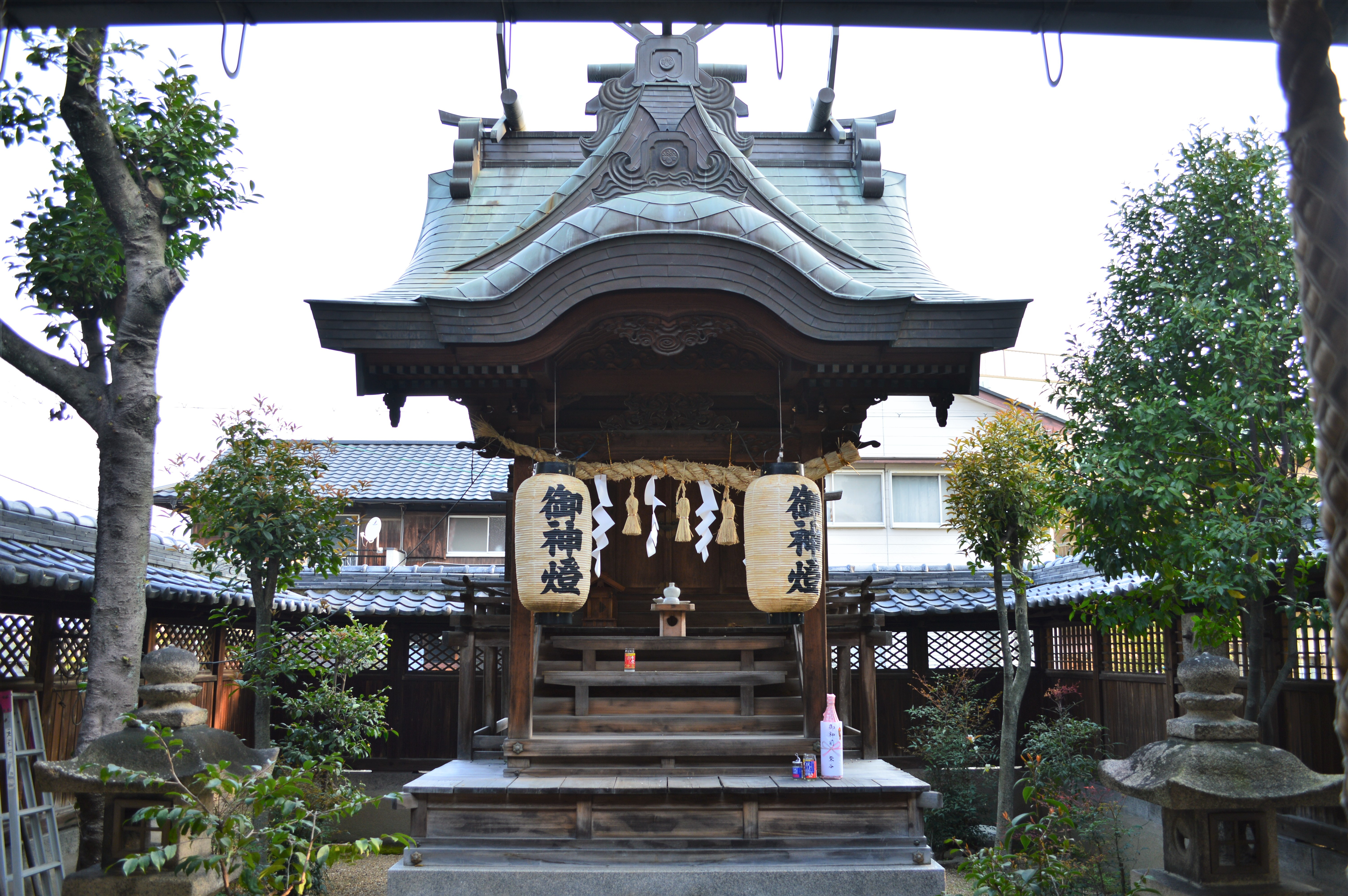
本殿
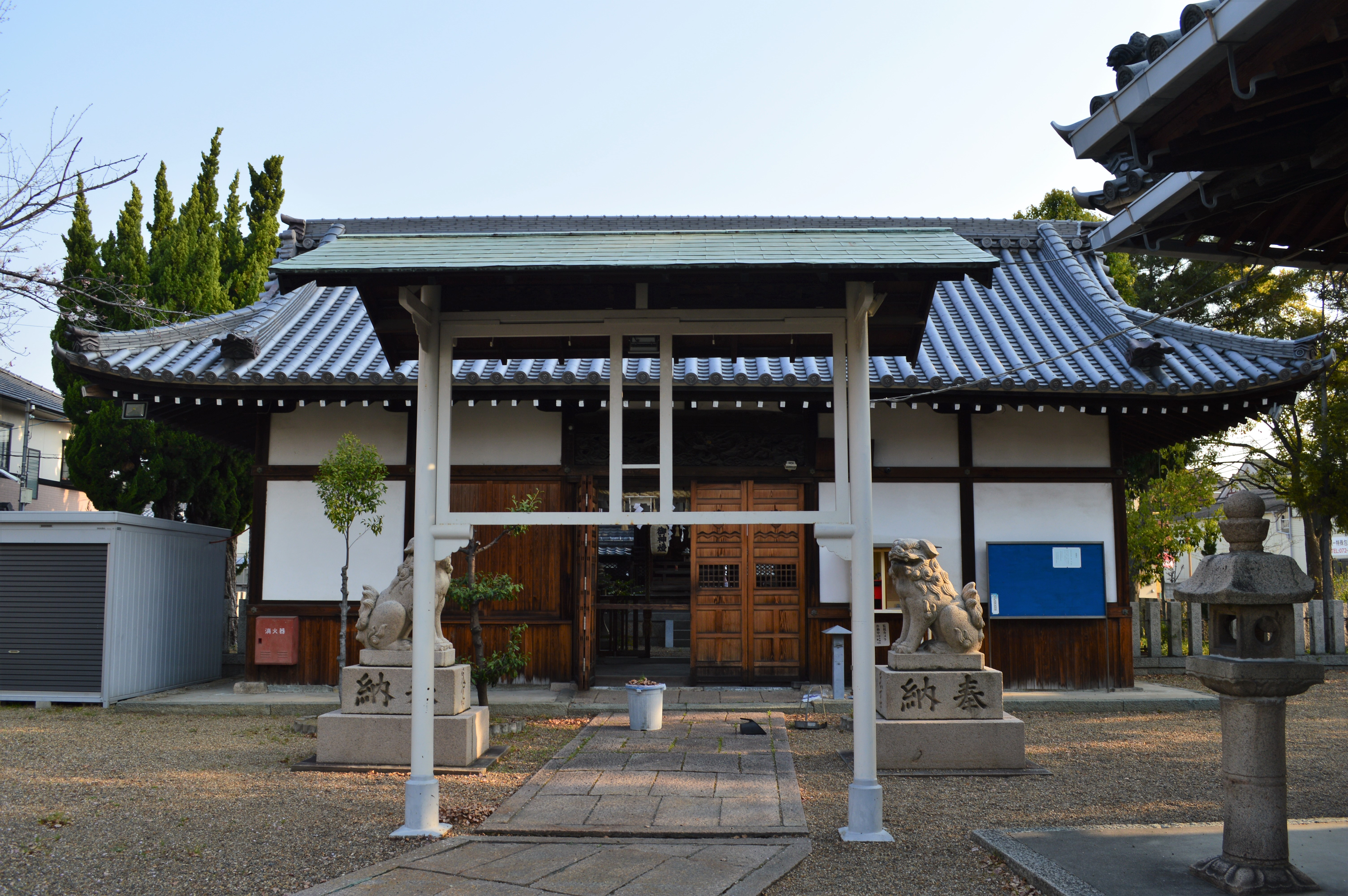
拝殿
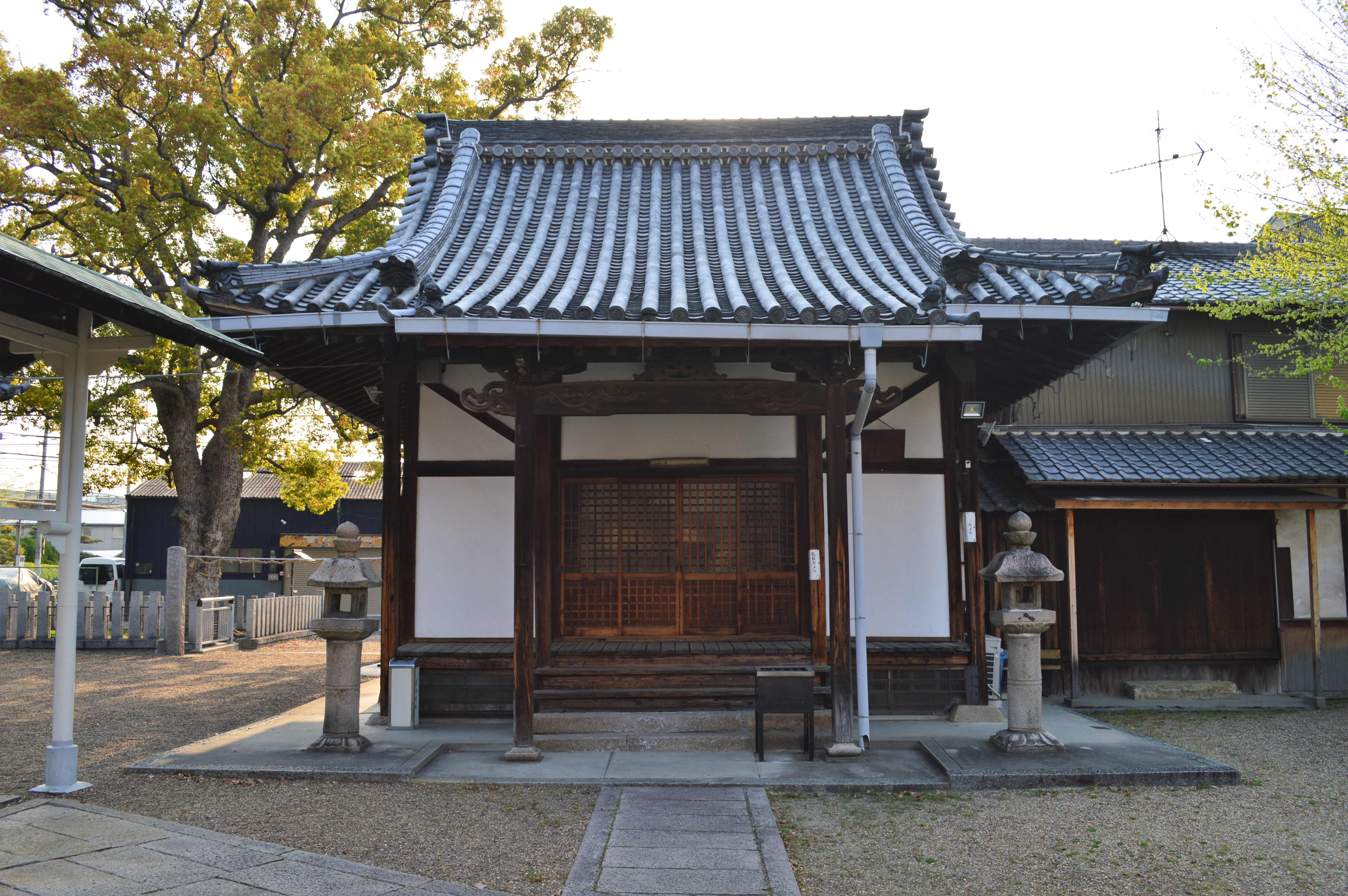
日羅寺本堂
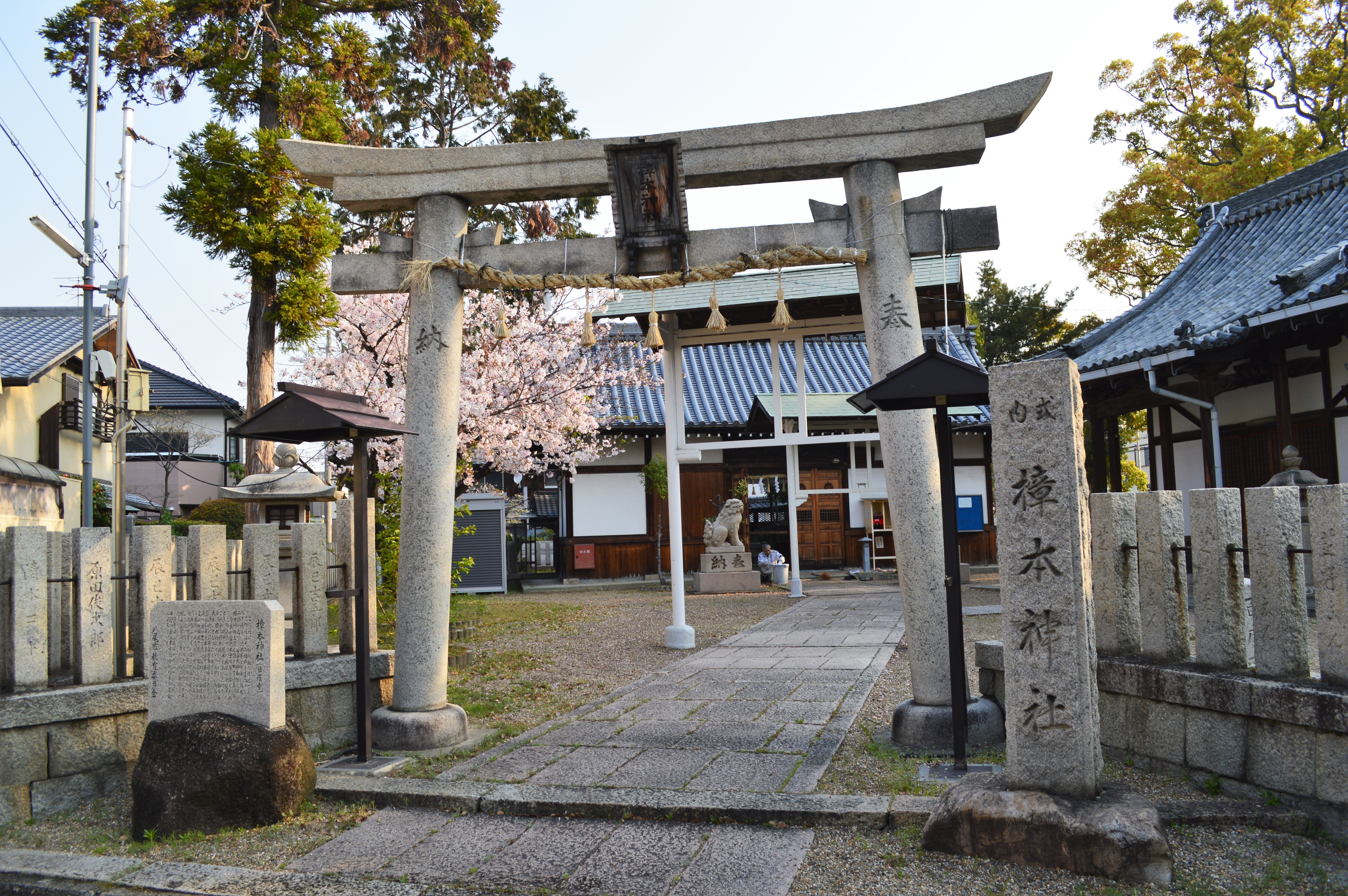
鳥居